# Mostki (powiat koniński)
Mostki (dawniej: Mostki Kujawskie) – wieś sołecka w Polsce położona w województwie wielkopolskim, w powiecie konińskim, w gminie Sompolno, na północ od jeziora Mostkowskiego, przy drodze wojewódzkiej nr 263.
W latach 1975–1998 miejscowość administracyjnie należała do województwa konińskiego. Według danych z roku 2009 liczyła 404 mieszkańców. Mieszkańcy miejscowości wyznania katolickiego przynależą do parafii św. Andrzeja Apostoła w Mąkolnie.
W Mostkach znajduje się pomnikowy granitowy głaz narzutowy. We wsi działa klub sportowy KS Mostki.